# Clodi Licí
Clodi Licí (en llatí Clodius Licinus) va ser un historiador i annalista romà que sembla que va viure al segle i aC.
Ciceró parla bé d'ell i el considera el successor de Luci Celi Antípater. La seva obra, segons Plutarc, portava el títol de Ἔλεγχος χρόνων i segurament anava des de la conquesta de Roma pels gals fins al seu propi temps. Plutarc la va fer servir de font pel període en què els registres públics de Roma s'havien perdut.
Ciceró i Plutarc l'anomenen només Clodi, Titus Livi Clodi Licí, i Appià parla d'ell com a Παύλῳ τῷ Κλαυδιῳ (Paulus un tal Claudius) probablement una corrupció per Publi Clodi. Tot plegat indicaria que el nom complet era Publi Clodi Licí. Aquest Clodi de vegades es confon amb Quint Claudi Quadrigari.